# Łyszkowice
Łyszkowice è un comune rurale polacco del distretto di Łowicz, nel voivodato di Łódź.
Ricopre una superficie di 106,9 km² e nel 2004 contava 6 985 abitanti.